# Johann Christoph Gottsched

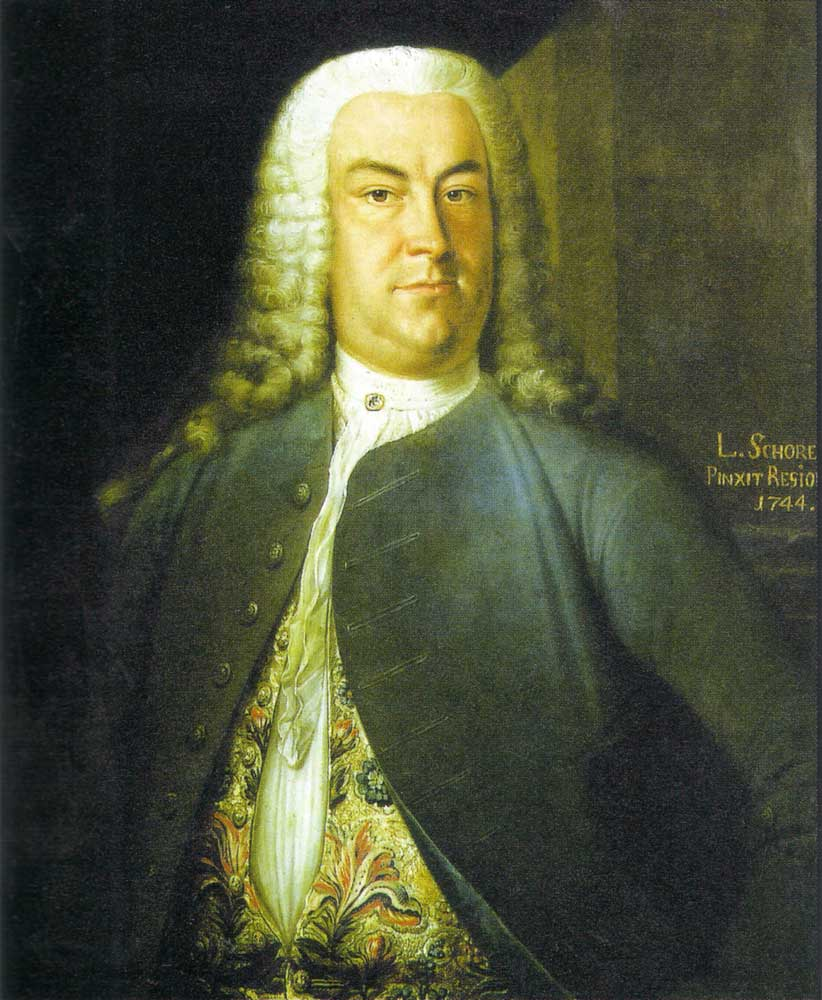
Johann Christoph Gottsched

Johann Christoph Gottsched (Juditten (bij Koningsbergen), 2 februari 1700 — Leipzig, 12 december 1766) was een Duitse schrijver, dramaturg en literatuurtheoreticus, die het theater in classicistische zin hervormde.

## Leven
Gottsched is de zoon van de protestantse dominee van Juditten, Christoph Gottsched en diens echtgenote Anna Regina Biemann. Hij is bovendien de broer van Johann Heinrich Gottsched, de redacteur van de Hessische Hof- und Staatskalender en de neef van Johann Daniel Gottsched, tijdelijk secretaris van Gabriel de Riqueti, graaf van Mirabeau.
Gottsched krijgt thuisonderwijs van zijn vader, tot hij zich in 1714 inschrijft in de Albertina of de universiteit van Königsberg om theologie te studeren. Hij is op dat ogenblik pas 14 jaar oud. Hij is uitermate geïnteresseerd in filosofie en houdt zich bezig met de werken van Gottfried Wilhelm Leibniz en Christian Wolff. Hij verandert van faculteit en zal zijn leven lang een onwankelbare 'wolffiaan' blijven.
In januari 1724 vlucht Gottsched, die ondertussen de academische graad van magister artium behaald heeft, naar Leipzig. Geruchten over de brutale methodes van de Pruisische militaire wervingscampagne maken de hooggeleerde docent hoogst ongerust. Aan de universiteit van Leipzig maakt Gottsched al vlug kennis met Johann Burckhardt Mencke, die hem aanneemt als hofmeester voor zijn oudste zoon. Nog in hetzelfde jaar krijgt Gottsched de toelating om aan de universiteit van Leipzig te doceren.
Mencke zorgt er niet alleen voor dat Gottsched snel opgenomen wordt in het maatschappelijke leven van Leipzig, hij draagt hem ook voor als lid van de Teutschübende poetische Gesellschaft. Als Gottsched in 1727 als 'Senior' gekozen wordt, verandert hij de naam in Deutsche Gesellschaft. Dit genootschap wordt voor Gottsched het ideale forum voor zijn hervormingsplannen van de Duitse taal en literatuur. Al snel wordt in meerdere steden, vooral universiteitssteden, een Deutsche Gesellschaft gesticht, naar het model van Gottsched.
Gottsched publiceert vanaf 1725 een tijdschrift, naar het voorbeeld van The Tatler, getiteld Die Vernünfftigen Tadlerinnen, dat gericht is op de geestelijke ontwikkeling van een vrouwelijk publiek. Twee jaar later begint hij met Der Biedermann, eveneens geïnspireerd op de Engelse tijdschriften voor het geleerde publiek. In deze weekbladen vinden we de eerste aanzetten terug van zijn uiteenzettingen over het literaire leven tijdens de vroege Verlichting.
In 1727 leert Johann Gottsched de theaterdirecteur Johann Neuber en zijn vrouw Friederike Caroline Neuber kennen. Er ontstaat een belangrijke samenwerking, die moet leiden tot een nationaal Duits theater, dat voldoet aan de regels en normen van de Verlichte literatuur. Het grote voorbeeld zijn de classicistische, meestal uit het Frans vertaalde, stukken van o.a. Pierre en Thomas Corneille, Philippe Néricault Destouches, Molière, Jean Racine, Voltaire. 
In 1730 krijgt Gottsched een aanstelling als 'buitengewoon professor Poëtica'. Vier jaar later wordt die aanstelling uitgebreid met de benamingen 'gewoon professor Logica en Metafysica'. In die periode wordt hij meermaals verkozen tot 'Rector magnificus' (decaan van de filosofische faculteit. 
Gottsched is een belangrijke vulgarisator van de Verlichting geweest, en met name het drama is op zijn instigatie een hoog ontwikkelde kunstvorm geworden. Hij leidde van de ideeën van Wolff een regelsysteem voor het theater af, dat hij in 1730 publiceerde als Versuch einer Critischen Dichtkunst vor die Deutschen. Hiermee oogstte hij een aantal jaren grote belangstelling: de grondgedachte, reeds in de titel vervat, was dat een toneelstuk, en de dichtkunst in het algemeen, een afspiegeling van de realiteit moet zijn. Dit, op zijn beurt, hield een radicale zuivering van alle barokke elementen in, ten gunste van een bijzonder rigoureuze aristotelische eenheid van plaats, handeling en tijd.
Gottsched was onvermurwbaar in zijn agitatie tegen de Barok: er zat geen regelmaat in, de verschillende maatschappelijke standen werden door elkander gehaspeld en de versvormen waren niet harmonieus: het 17de-eeuwse theater van Opitz en Gryphius ergerde hem dan ook mateloos. In Gottscheds visie werd strikt aan de zogenaamde standenclausule vastgehouden: dit hield in dat tragedies, die op moreel gebied 'hoger' stonden, enkel personages uit de aristocratie mochten bevatten, terwijl komedies, een genre van minder morele impact, mensen uit de burgerij ten tonele dienden te voeren. Het theater van de tragedie noemde hij het genus sublime, het komische theater was het genus humile.
Vormelijk gezien moest een stuk uit vijf bedrijven bestaan, en de tekst moest in alexandrijnen geschreven zijn. Inhoudelijk dienden zowel tragedies als komedies iets aan de toeschouwer te kunnen leren: de rationele auteur moest een grondgedachte, een moreel principe als basis nemen, wat Gottsched de fabel noemde. Vervolgens diende historische stof gebruikt te worden die in overeenstemming was met de morele inhoud van de fabel. Het verhaal diende ten slotte op de geëigende wijze tot ontwikkeling te komen. Bovenal had Gottsched een hekel aan de hansworst: clowns of harlekijnen hoorden niet thuis in het theater, en dit personage werd dan ook van de scène verbannen. Men dient te begrijpen dat baldadigheid en grove humor in het baroktheater toonaangevend waren, en daarenboven populair. Het toneel van de late 17de eeuw was op de onopgeleide massa gericht en speelde in op het volkse karakter van alledaags vermaak. Gottscheds reactie bestond dientengevolge in een uitgebreide poging een toneelkunst te ontwikkelen, in navolging van het Franse classicisme.
Gottsched publiceerde vanaf 1725 ook een tijdschrift, naar het voorbeeld van The Tatler, getiteld Die Vernünfftigen Tadlerinnen, dat gericht was op de geestelijke ontwikkeling van een vrouwelijk publiek. Twee jaar later begon hij met Der Biedermann, eveneens geïnspireerd op de Engelse tijdschriften voor het geleerde publiek. Daarnaast werd hij voorzitter van de Deutsche Gesellschaft, een instituut dat moest waken over de Duitse kunst en literatuur, niet enkel op inhoudelijk, maar ook op vormelijk vlak: Gottsched poogde een vastgelegde spelling voor het Duits te ontwikkelen, en zou in Grundlegung einer deutschen Sprachkunst voorstellen voor een standaardorthografie naar voren schuiven.
Samen met een aantal medewerkers, onder wie zijn eigen vrouw, Luise Adelgunde Culmus, bewerkte en vertaalde Gottsched een aantal toneelstukken om ze aan zijn eigen vormvereisten te laten voldoen: dit resulteerde in de Deutsche Schaubühne, een band van zes delen waarin hij onder andere Racine en Corneille, alsook Ludvig Holberg vertaalde. Daarnaast bevatte de band ook eigen stukken. Gottscheds grootste succes was Der sterbende Cato, al is zijn geslaagdste stuk wellicht Agis, König zu Sparta: dit is een perfect afgemeten, harmonieuze tragedie.
Het engagement van Gottsched leidde ertoe dat hij zijn theorie in daden wilde omzetten: reeds in 1727 had hij kennisgemaakt met de Neubersche Truppe, een toneelgezelschap onder leiding van actrice Caroline Neuber, dat ook stukken van Gotthold Ephraim Lessing heeft opgevoerd. Gottsched deed verwoede, en uiteindelijk succesrijke, pogingen de stijl van de groep drastisch te kuisen. De hansworstfiguur werd verbannen, en Gottsched leerde de acteurs in alexandrijnen spreken en catharsis uitlokken, zodat de volkse invloeden verdwenen en het theater geleidelijk aan waardevol voor een intelligent publiek werd. Het is ook grotendeels dankzij Gottscheds inspanningen dat het beroep van acteur een prestigieuze bijklank kreeg: door zijn toedoen was een acteur niet langer synoniem met een veredelde circusartiest. Dat Gottsched ook na zijn aanstelling als universiteitsprofessor doorging met de samenwerking met de Neubersche Truppe, wat niet vanzelfsprekend was, toont aan dat hij toneel niet als banaal volksvermaak zag.
Desondanks wordt Gottsched ook grotendeels om de grootschalige kritiek die hij kreeg herinnerd. Omdat hij niet van het Engelse theater hield, dat in zijn ogen niet zuiver genoeg was, kreeg hij ruzie met Johann Jacob Bodmer, die Miltons Paradise Lost had vertaald. Het Franse theater, dat naar de classicistische mode was hervormd door Nicolas Boileau-Despréaux, beantwoordde veel duidelijker aan de aristotelische eenheden en morele motivatie. Bodmer sprak daarop in 1740 zijn afkeuring voor de rationele beperkingen van Gottsched uit; Johann Jacob Breitinger reageerde eveneens misprijzend. De twee waren het erover eens dat poëzie in eerste instantie over verbeeldingskracht ging, terwijl het strakke korset van Gottscheds regels alles verbood wat niet rationeel begrijpelijk was: het was dus uit den boze dat, zoals bij Milton, bijvoorbeeld engelen zouden worden opgevoerd, vermits dergelijke wezens niet rationeel te verklaren zijn. In het kielzog van Breitinger en Bodmer kwam Lessing, die jarenlang een heftige polemiek tegen Gottsched zou voeren. Lessing trok zich weinig aan van diens beperkingen, en voerde niet-aristocraten in tragedies op. Uiteindelijk heeft de geschiedenis aangetoond dat Lessings stukken daadwerkelijk in het repertoire zijn gebleven, terwijl Gottsched vrijwel nooit meer wordt opgevoerd.
In de literatuurkritiek beschouwt men het œuvre van Gottsched als steriel en weinig interessant. Het lijkt erop dat het overmatig gestrenge vasthouden aan perfect afgewogen verzen, het vermijden van al te veel beeldspraak en het halsstarrig weigeren af te wijken van de eenheid van handeling de toneelstukken van Gottsched inderdaad ontmenselijkt heeft: de toon is droog, leidt zelden tot pathos en zou een hedendaags publiek waarschijnlijk oeverloos vervelen. Opmerkelijk is daarentegen het werk van Gottscheds vrouw Adelgunde, die wel de Gottschedin wordt genoemd: in tegenstelling tot haar man schreef zij namelijk komedies, waaronder in 1736 Die Pietisterey im Fischbein-Rocke. Dit satirische stuk werd zeer gesmaakt.

## Werken

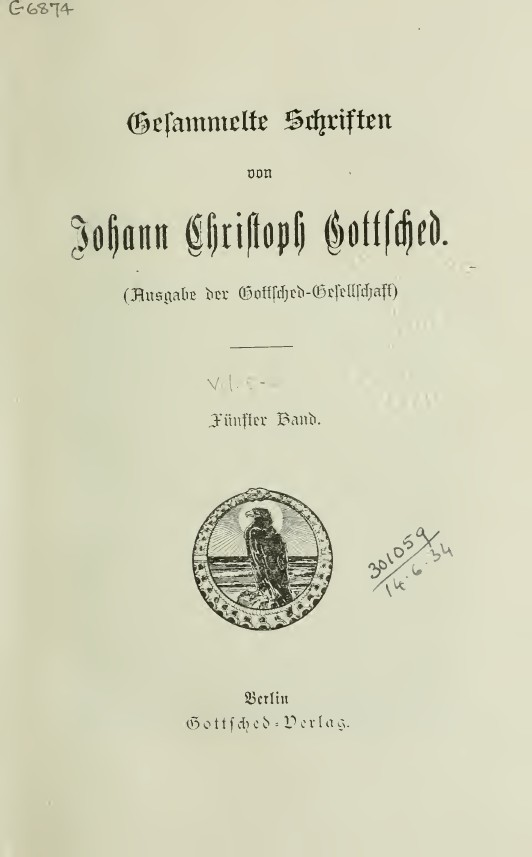
Gedichte

- 1730 Versuch einer Critischen Dichtkunst vor die Deutschen; darinnen erstlich die allgemeinen Regeln der Poesie, hernach alle besondere Gattungen der Gedichte, abgehandelt und mit Exempeln erläutert werden, überall aber gezeiget wird: Daß das innere Wesen der Poesie in einer Nachahmung der Natur bestehe. Anstatt einer Einleitung ist Horatii Dichtkunst in deutsche Verse übersetzt, und mit Anmerkungen erläutert
- 1732 Der sterbende Cato
- 1736 Gedichte
- 1745 Deutsche Schaubühne nach den Regeln der alten Griechen und Römer eingerichtet (6 delen)
- 1745 Agis, König zu Sparta
- 1748 Grundlegung einer deutschen Sprachkunst

- Bibsys: 90271604
- Biblioteca Nacional de Chile: 000187456
- Bibliothèque nationale de France: cb12024640q (data)
- Catàleg d'autoritats de noms i títols de Catalunya: 981058593079106706
- CiNii: DA01220851
- Gemeinsame Normdatei: 118541013
- International Standard Name Identifier: 0000 0001 2125 1739
- Library of Congress Control Number: n81063128
- Nationale Bibliotheek van Letland: 000063567
- MusicBrainz: 21ccf2d3-2ad2-4c24-ae42-d264fa54287e
- Bibliotheek van het Japanse parlement: 00745356
- Nationale Bibliotheek van Tsjechië: ola2003193675
- Nationale bibliotheek van Australië: 35690277
- Nationale Bibliotheek van Israël: 987007261929805171
- Nationale Bibliotheek van Polen: a0000001965454
- Nationale en Universitaire bibliotheek Zagreb: 000232875
- Nederlandse Thesaurus van Auteursnamen: 068418329
- Réseau des bibliothèques de Suisse occidentale: 02-A003310763
- Istituto Centrale per il Catalogo Unico: CFIV067751
- LIBRIS: 188497
- SNAC: w60z8h89
- Système universitaire de documentation: 027593118
- Trove: 1044065
- Union List of Artist Names: 500318657
- Virtual International Authority File: 27078865
- WorldCat: E39PBJtxhb6VvFfYwpW8TmCWjC